# Ель-Хаджі Діуф
Ель-Хаджі́ Уссейну́ Діу́ф (фр. El Hadji Ousseynou Diouf; нар. 15 січня 1981, Дакар, Сенегал) — сенегальський футболіст. Атакувальний півзахисник англійського «Донкастер Роверз».

## Титули та досягнення

### Командні
«Ліверпуль»
- Володар кубка Ліги: 2003

«Рейнджерс»
- Чемпіон Шотландії: 2010-11
- Володар кубка ліги: 2010-11

Сенегал
- Срібний призер Кубка африканських націй: 2002

### Особисті
- Африканський футболіст року за версією BBC: 2002
- Включений до списку ФІФА 100